# Mellangölen (Sävsjö socken, Småland)
Mellangölen är en sjö i Sävsjö kommun i Småland och ingår i Lagans huvudavrinningsområde.